# Мини-ТЭЦ «Океанариум»
Мини-ТЭЦ «Океанариум» — газотурбинная тепловая электростанция (малая теплоэлектроцентраль) в городе Владивостоке на острове Русский (полуостров Житкова). Собственник станции — АО «ДВЭУК—ГенерацияСети», дочернее общество ПАО «РусГидро».

## Конструкция станции
Мини-ТЭЦ «Океанариум» представляет собой тепловую газотурбинную электростанцию с комбинированной выработкой электроэнергии и тепла (ГТУ-ТЭЦ). Установленная мощность электростанции — 13,2 МВт, тепловая мощность — 29,54 Гкал/час. Основное топливо — природный газ, аварийное — дизельное топливо.
Основное генерирующее оборудование станции включает в себя две газотурбинные установки GRB 70D мощностью по 6,6 МВт с котлами-утилизаторами ECO-SPI-5,5, а также два пиковых водогрейных котла ТТ 100. Производитель газовых турбин — фирма Kawasaki (Япония), котлов-утилизаторов — фирма Rosink (Германия), пиковых водогрейных котлов — ООО «Энтророс» (Россия). Электроэнергия выдается потребителям через распределительное устройство напряжением 10 кВ, тепловая энергия — по тепломагистрали длиной 3 км. Также в составе оборудования имеется резервная дизельная электростанция мощностью 0,4 МВт.

## Экономическое значение
Основное назначение станции — снабжение электроэнергией и теплом научно-образовательного комплекса «Приморский океанариум». Вместе с Мини-ТЭЦ «Северная» и «Центральная» составляет энергетический кластер острова Русский. Станция функционирует в автоматическом режиме и обслуживается в сменном режиме персоналом из четырёх человек.

## История строительства и эксплуатации
Строительство электростанции было начато в 2009 году в рамках подготовки к саммиту АТЭС 2012 года во Владивостоке. Изначально проектировщиком и генеральным подрядчиком станции выступало ЗАО «Распределенная энергетика». В 2010 году по поручению правительства РФ площадка строительства станции была перенесена, что потребовало проведения повторных изысканий и проектирования, а также привело к образованию «бросовых» работ на старой площадке. Были сменены генподрядная и генпроектная организации, новым генеральным подрядчик строительства стало ООО «Комплексные энергетические решения», генеральным проектировщиком — ООО «НАТЭК-Энерго Проект». Церемония открытия Мини-ТЭЦ «Океанариум» прошла в октябре 2013 года, официально станция была введена в эксплуатацию в 2014 году. Стоимость проекта составила 2094 млн рублей (без НДС). Станция работает в режиме когенерации с октября по март (как правило, одной газотурбинной установкой), имеет значительные резервы по присоединению тепловой мощности. В 2014 году проект станции стал финалистом Всероссийского конкурса «Малая энергетика — большие достижения» в номинации «Лучший проект в области малой энергетики мощностью от 6 МВт».